# CM-2004
La CM-2004 es una carretera autonómica de segundo orden de la provincia de Guadalajara (España) que transcurre entre Guadalajara y el límite con la Comunidad de Madrid por Pioz, donde enlaza con la M-237. Pertenece a la Red de Carreteras de la Junta de Comunidades de Castilla-La Mancha.
Es una carretera convencional de una sola calzada con un carril por sentido. Atraviesa las localidades de Chiloeches, Pozo de Guadalajara y Pioz.